# (III.) Childebert frank király
(III.) Childebert, "az örökbefogadott", (644 – 662) frank király Austrasiában 657-től haláláig.

## Élete
I. Grimoald austrasiai majordomus fia, aki elérte, hogy Childebertet a király, a gyermektelen III. Sigebert örökbe fogadja. A királynak ezután fia született, a későbbi II. Dagobert, de hogy fia örökségét biztosítsa, a király halála után Grimoald kolostorba száműzte a fiatal Dagobertet.
Ezért a tettéért a szomszédos Neustria királya, II. Clovis elfogatta Grimoaldot és Párizsban kivégeztette. Ennek ellenére Childebert megtarthatta a trónt, amit alapot adott annak a véleménynek, hogy igazából Sigebert fia volt, akit Grimoald fogadott örökbe.
Rövid uralkodás után 661-ben Neustria régense, Bathildis és a majordomus, Ebroin meghódították Austrasiat, elfogták és a rákövetkező évben kivégeztették Childebertet, aki helyére 662-ben fiát, II. Childerichet ültette a trónra Bathildis.
Családja és leszármazottai nem ismertek.